# Berthecourt
 Berthecourt  es una población y comuna francesa, en la región de Picardía, departamento de Oise, en el distrito de Beauvais y cantón de Noailles.

## Demografía
| 777 | 947 | 986 | 981 | 1153 | 1355 |
| Para los censos de 1962 a 1999 la población legal corresponde a la población sin duplicidades (Fuente: INSEE [Consultar]) |     |     |     |      |      |